# Auckland City FC
Az Auckland City FC egy 2004-ben alapított új-zélandi labdarúgócsapat, melynek székhelye Auckland városában található és Új-Zéland legmagasabb osztályában, a Premiershipben szerepel. Hazai mérkőzéseit a Kiwitea Streeten játssza, amely 3500 fő befogadására képes.

## Szezonok
| Szezon  | Stirling Sports Premiership | Stirling Sports Premiership | Stirling Sports Premiership | Stirling Sports Premiership | Stirling Sports Premiership | Stirling Sports Premiership | Stirling Sports Premiership | Stirling Sports Premiership | Stirling Sports Premiership | Végeredmény |
| Szezon  | Osztály                     | Hely.                       | Mérk.                       | GY                          | D                           | V                           | RG                          | KG                          | Pont                        | Végeredmény |
| ------- | --------------------------- | --------------------------- | --------------------------- | --------------------------- | --------------------------- | --------------------------- | --------------------------- | --------------------------- | --------------------------- | ----------- |
| 2004–05 | 1.                          | 1.                          | 21                          | 14                          | 4                           | 3                           | 53                          | 24                          | 46                          | Bajnok      |
| 2005–06 | 1.                          | 1.                          | 21                          | 16                          | 0                           | 5                           | 63                          | 28                          | 48                          | Bajnok      |
| 2006–07 | 1.                          | 3.                          | 21                          | 12                          | 6                           | 3                           | 50                          | 30                          | 42                          | Bajnok      |
| 2007–08 | 1.                          | 2.                          | 21                          | 16                          | 2                           | 3                           | 44                          | 16                          | 50                          | Elődöntő    |
| 2008–09 | 1.                          | 2.                          | 14                          | 8                           | 1                           | 5                           | 27                          | 15                          | 25                          | Bajnok      |
| 2009–10 | 1.                          | 1.                          | 14                          | 9                           | 4                           | 1                           | 33                          | 13                          | 31                          | Elődöntő    |
| 2010–11 | 1.                          | 2.                          | 14                          | 9                           | 3                           | 2                           | 29                          | 12                          | 30                          | Ezüstérmes  |
| 2011–12 | 1.                          | 1.                          | 14                          | 11                          | 3                           | 0                           | 43                          | 11                          | 36                          | Elődöntő    |
| 2012–13 | 1.                          | 2.                          | 14                          | 10                          | 3                           | 1                           | 40                          | 12                          | 33                          | Ezüstérmes  |
| 2013–14 | 1.                          | 1.                          | 14                          | 10                          | 3                           | 1                           | 40                          | 12                          | 33                          | Bajnok      |
| 2014–15 | 1.                          | 1.                          | 14                          | 12                          | 0                           | 2                           | 39                          | 14                          | 42                          | Bajnok      |
| 2015–16 | 1.                          | 1.                          | 14                          | 12                          | 2                           | 0                           | 43                          | 12                          | 38                          | Ezüstérmes  |
| 2016–17 | 1.                          | 1.                          | 18                          | 11                          | 3                           | 4                           | 35                          | 15                          | 36                          | Ezüstérmes  |
| 2017–18 | 1.                          | 1.                          | 18                          | 12                          | 4                           | 2                           | 41                          | 12                          | 40                          | Bajnok      |
| 2018–19 | 1.                          | 1.                          | 18                          | 17                          | 1                           | 0                           | 46                          | 18                          | 52                          | Elődöntő    |
| 2019–20 | 1.                          | 1.                          | 16                          | 11                          | 4                           | 1                           | 42                          | 15                          | 37                          | Bajnok      |

## Sikerlista
Nemzetközi:
- FIFA-klubvilágbajnokság:

Bronzérem (1): 2014
Kontinentális
- OFC-bajnokok ligája:

Bajnok (9): 2006, 2009, 2011, 2012, 2013, 2014, 2015, 2016, 2017
- OFC-elnök kupája:

Bajnok (1): 2014
Nemzeti:
- Első osztály

Bajnok (8):  2005, 2006, 2007, 2009, 2014, 2015, 2018, 2020†
- ASB Charity Cup:

Bajnok (5): 2011–12, 2013–14, 2015–16, 2016–17, 2018–19

## Jelenlegi keret
Frissítve:2021. január 23.
| #  |     | Poszt | Név                 |
| -- | --- | ----- | ------------------- |
| 1  | ESP | K     | Eñaut Zubikarai     |
| 2  | NZL | KP    | Mario Ilich         |
| 3  | NZL | V     | Adam Mitchell       |
| 4  | CRO | KP    | Mario Bilen         |
| 6  | VUT | V     | Brian Kaltak        |
| 7  | NZL | KP    | Cameron Howieson    |
| 8  | ESP | KP    | Albert Riera        |
| 9  | NZL | KP    | Kayne Vincent       |
| 10 | NZL | KP    | Dylan Manickum      |
| 11 | NZL | V     | Tom Doyle           |
| 12 | NZL | V     | Sam Brotherton      |
| 13 | RSA | KP    | Deandre Vollenhoven |

| #  |     | Poszt | Név                  |
| -- | --- | ----- | -------------------- |
| 14 | NZL | V     | Jordan Vale          |
| 15 | NZL | KP    | Aidan Carey          |
| 16 | IRQ | KP    | Yousif Ali Al-Kalisy |
| 17 | NZL | V     | Andrew Blake         |
| 18 | NZL | K     | Conor Tracey         |
| 19 | NZL | CS    | Logan Rogerson       |
| 20 | ARG | CS    | Emiliano Tade        |
| 21 | COK | CS    | Maro Bonsu-Maro      |
| 22 | NZL | V     | Alfie Rogers         |
| 23 | SOM | KP    | Mohamed Awad         |
| 24 | NZL | K     | Cameron Brown        |

## Menedzserek
| Évek      | Név                                 |
| --------- | ----------------------------------- |
| 2004–2006 | Allan Jones                         |
| 2006      | Roger Wilkinson                     |
| 2006–2007 | Paul Marshall                       |
| 2007–2008 | Colin Tuaa                          |
| 2008–2010 | Paul Posa                           |
| 2010–2011 | Aaron McFarland és Ramon Tribulietx |
| 2011–2019 | Ramon Tribulietx                    |
| 2019-     | José Figueira                       |